# Homem cordial

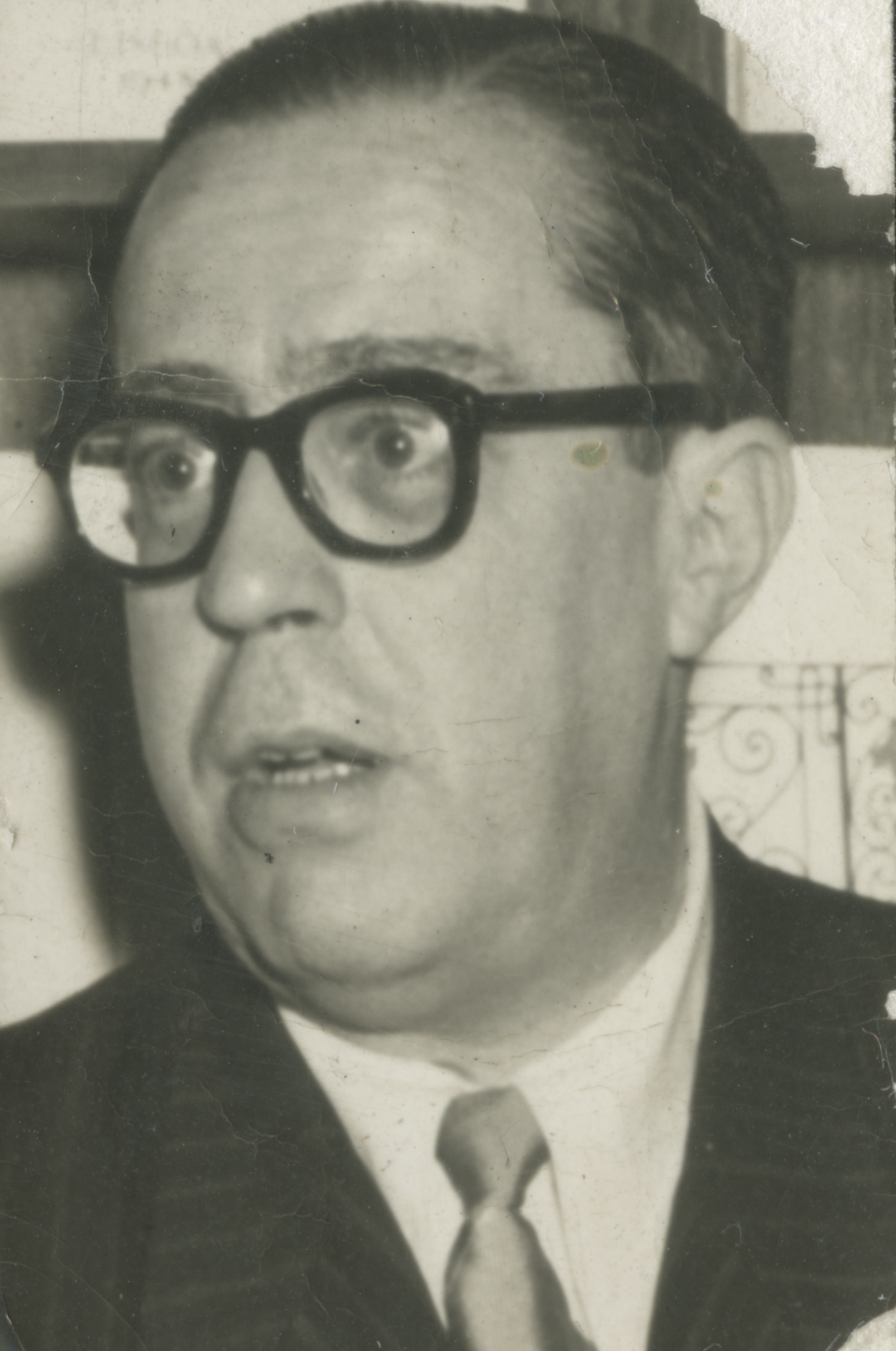
Sérgio Buarque de Holanda, autor do livro Raízes do Brasil, obra na qual o conceito do "Homem cordial" é definido.

Homem cordial é um conceito desenvolvido pelo historiador e sociólogo brasileiro Sérgio Buarque de Holanda em seu livro Raízes do Brasil, cuja primeira edição foi publicada no ano de 1936. A cordialidade descrita por Holanda faz com que o brasileiro sinta, ao mesmo tempo, o desejo de estabelecer intimidade e o horror a qualquer convencionalismo ou formalismo social. Na prática, isto faz com que as relações familiares continuem a ser o modelo obrigatório de qualquer composição social entre nós. Por isso, em geral, os indivíduos não conseguem compreender a distinção fundamental entre as instâncias públicas e privadas, principalmente entre o Estado e a família.

## Definição
O homem cordial seria a contribuição brasileira para a humanidade, na perspectiva de Sérgio Buarque. Tinha como virtudes a hospitalidade, a generosidade e a expansividade emocional, características e legado da vida rural e colonial brasileira. Para Holanda o verdadeiro caminho a ser seguido pelo Brasil moderno era a erradicação da cordialidade e a manutenção do personalismo, ligado ao caudilhismo, para a fundação de um sistema político orgânico. 
O texto mais acabado sobre sua teoria da cordialidade está no livro ‘’Raízes do Brasil’’. Porém, existe uma diferença em relação à postura de Buarque de Holanda entre o texto da primeira edição, de 1936, e o da segunda, de 1948, quando o livro foi largamente revisado. Se na primeira edição, Sérgio Buarque acreditava na possibilidade de “equilíbrio entre tradição e modernidade ou entre cordialidade – até então, um atenuante da impessoal modernização – e civilidade”, na edição de 1948 existe uma tendência para a balança pender mais para a modernização. Com isso, o homem cordial, a essência do brasileiro, seria uma herança da colonização ibérica que precisava ser relativizada para que o Brasil alcançasse a civilidade moderna.
Existe uma grande confusão interpretativa do que seria o “homem cordial” para Holanda, que começou a ser desfeita na década de 1980, que postula que o “homem cordial” seria cordato, submisso e passivo. Ela em nada tem a ver com aquilo que foi esclarecido em Raízes do Brasil, pois “seu conceito de cordialidade procurava exprimir passionalismo, personalismo, irreverência em face de normas institucionais, nunca submissão”. Afinal, Holanda criou o conceito se referindo à raiz latina cordalis, que significa "relativo ao coração". Ou seja, o brasileiro age conforme a emoção, e não a razão.
Na terceira edição de Raízes do Brasil, lançada em 1956, Holanda aprofunda o debate em torno do “homem cordial” ao pontuar que a cordialidade estaria ligada a dominância da esfera privada na vida brasileira. O Estado, assim, era visto pelos brasileiros como uma espécie de segunda casa, povoada por familiares e amigos, resultando em uma sociedade patrimonialista. 

## Origem
A origem da expressão homem cordial desenvolvida por Buarque de Holanda é controversa. Por um lado, salienta-se a ligação com os escritos do diplomata Rui Esteves Ribeiro de Almeida Couto, que a teria criado para definir o que seria o brasileiro. Em 1931, Couto afirmava ser a disposição do brasileiro diferente da europeia, pois tinha uma inclinação sentimental mesclada à hospitalidade e à credulidade. Por outro lado, Pedro Meira Monteiro atribui o empréstimo ao poeta Rubén Dario, que utilizou a expressão homem cordial para falar dos poderosos argentinos em 1898.  De qualquer forma, segundo Antônio Cândido, Sérgio Buarque teria adicionado o “fundamento sociológico” ao fundo conceitual dessa expressão.

## A herança da cordialidade
Para Holanda, o brasileiro, por ter sido gerado dentro da mistura das raças do mundo colonial, herdou certas características típicas dessa empreitada, em especial dos colonizadores lusos por eles já se consideraram uma raça mestiça por causa da invasão ibérica que teria produzido a mistura entre a raça europeia e a árabe, gerando um europeu visto como de segunda classe. Além disso, a proximidade de Portugal com o continente africano teria levado a uma espécie de contaminação dos ares. Nesses dois pontos, na interpretação de Sérgio Buarque, reside a indolência portuguesa, sua repulsa ao trabalho e a preferência por uma vida aventureira, e também a forma como a escravidão se desenvolveu no Brasil, vista por ele como branda se comparada a outros locais. Como não tinham nenhum ideal de pureza racial, os portugueses, segundo ele, desenvolveram uma espécie de cumplicidade com os escravos, gerando, inclusive, uma moral frouxa que rotinizava as relações entre escravizadas e senhores. 
A herança colonial portuguesa, que conformava o “homem cordial”, não era um panegírico da colonização já que trazia consigo a ideia de que o trabalho inferiorizava o homem, um estilo de colonizar “feitorial, litorâneo, rural, improvisado, indiferente à transposição ou não de uma “portugalidade” em terra brasílica” e com forte raízes em hierarquias marcadas por uma visão aristocrática de tipo aventureira e personalista. O completo pessimismo em relação ao legado colonial luso, contudo, esteve ausente nas primeiras duas edições de Raízes, acentuando-se a partir da quinta edição em que a herança colonial torna-se uma espécie de maldição que impede a modernização do Brasil.

## Exemplos da cordialidade
O próprio Holanda fornece algumas características do povo brasileiro que são exemplos de sua cordialidade, nas quais se manifestam as características do homem cordial, bem como algumas consequências de tais atitudes.

### Na linguagem: o uso do sufixo -inho
O modo de ser cordial, usando o modo de falar brasileiro como exemplo, parece estar refletido no uso frequente de diminutivos de sufixo -inho. Essa terminação "serve para nos familiarizar mais com as pessoas ou os objetos e, ao mesmo tempo, para lhes dar relevo. É a maneira de fazê-los mais acessíveis aos sentidos e também de aproximá-los do coração".
Outro exemplo, na linguagem, é a tendência a omitir o nome de família como forma de tratamento. Apesar de não ser característica exclusiva do brasileiro, esse hábito busca suprimir distâncias: "O uso do simples prenome importa em abolir psicologicamente as barreiras determinadas pelo fato de existirem famílias diferentes e independentes umas das outras."

### Superficialidade na vida religiosa
Holanda afirma que a superficialidade da vida religiosa do brasileiro se deve à aversão ao ritualismo, à irreverência, à cordialidade excessiva. "No Brasil, [...], foi justamente o nosso culto sem obrigações e sem rigor, intimista e familiar,[...] que dispensava no fiel todo esforço, toda diligência, toda tirania sobre si mesmo, o que corrompeu, pela base, o nosso sentimento religioso". É uma religiosidade "de superfície, menos atenta ao sentido íntimo das cerimônias do que ao colorido e à pompa exterior, quase carnal em seu apego ao concreto e em sua rancorosa incompreensão de toda verdadeira espiritualidade".
Holanda cita o relato de Auguste de Saint-Hilaire, que visitou São Paulo na semana santa de 1822:
Ninguém se compenetra do espírito das solenidades. Os homens mais distintos delas participam apenas por hábito, e o povo comparece como se fosse a um folguedo. No ofício de Endoenças, a maioria dos presentes recebeu a comunhão da mão do bispo. Olhavam à direita e à esquerda, conversavam antes desse momento solene e recomeçavam a conversar logo depois.[...] As ruas viviam apinhadas de gente, que corria de igreja a igreja, mas somente para vê-las, sem o menor sinal de fervor.— Auguste de Saint-Hilaire, apud Holanda
Holanda diz ainda que os cultos apelam só ao sentimento e aos sentidos, e não à razão ou à vontade. Para ilustrar esse ponto, do "colorido e a pompa exterior", o autor cita Daniel Parish Kidder, missionário americano que esteve no Brasil no começo do século XIX, que escreve em tom sarcástico:
Em meio do ruído e da mixórdia, da jovialidade e da ostentação que caracterizam todas essas celebrações gloriosas, pomposas, esplendorosas, quem deseje encontrar, já não digo estímulo, mas ao menos lugar para um culto mais espiritual, precisará ser singularmente fervoroso.— Daniel Parish Kidder, apud Holanda

### Insubordinação da personalidade a um objeto externo
A aversão ao ritualismo na vida religiosa está relacionada à questão da insubordinação da personalidade. Os brasileiros se mantém, por assim dizer, soberanos dentro de si mesmos, não submetendo a personalidade a um objeto exterior a eles próprios. Uma exemplo disso é a valorização das virtudes ligadas à personalidade. Por exemplo, um diploma de curso superior é valorizado pois agrega valor a ela. Essa cultura da personalidade é uma herança dos ibéricos (isto é, portugueses e espanhóis), pois, para esses povos, "a ação sobre as coisas, sobre o universo material, implica submissão a um objeto exterior, [implica] aceitação de uma lei estranha ao indivíduo."

### Aversão a trabalhos morosos e monótonos
Holanda afirma que "[nós brasileiros] somos notoriamente avessos às atividades morosas e monótonas, desde a criação estética até às artes servis". Essa aversão está relacionada à já mencionada insubmissão a um objeto externo. O autor sustenta que "a personalidade individual dificilmente suporta ser comandada por um sistema exigente e disciplinador", sistema esse que é exigido para que se realizem grandes obras.

### Prestígio do romantismo na literatura
O prestígio que o movimento literário conhecido como romantismo ganhou no Brasil derivou, segundo Holanda, de um personalismo inato, da recusa ao formalismo:
Se o romantismo adaptou-se tão bem ao nosso gênio nacional, a ponto de quase se poder dizer nunca a nossa poesia pareceu tão legitimamente nossa como sob a sua influência, deve-se ao fato de persistir, aqui como em Portugal, o velho prestígio das formas simples e espontâneas, dos sentimentos pessoais, a despeito das contorções e disciplinas seculares do cultismo e do classicismo.— Sérgio Buarque de Holanda, apud Ricardo Luiz de Souza, em As Raízes e o Futuro do "Homem Cordial" Segundo Sérgio Buarque de Holanda

## Confusão entre homem cordial e homem bom
Tanto Sérgio Buarque de Holanda quanto Ribeiro Couto acreditavam em um “fundo emotivo extremamente rico e transbordante” que caracteriza o homem cordial. Contudo, suas ideias quase não se aproximavam. Pois, enquanto Couto define o homem cordial como um “espírito hospitaleiro” com “tendência à credulidade”, Holanda analisa o tal “fundo emotivo” que é visto por ele como o responsável por conceber a cordialidade brasileira, deixando claro que “a inimizade bem pode ser tão cordial como a amizade, visto que uma e outra nascem do coração, procedem da esfera do íntimo, do familiar, do privado”. Desta forma, “o ibero-americano pleno de disponibilidade sentimental” e bondade, conforme o descreve Ribeiro Couto é exatamente o oposto do brasileiro identificado por Sérgio Buarque de Holanda a partir do momento em que a cordialidade apresentada por este não o é, como o próprio explicou para o principal crítico ao seu conceito, o escritor Cassiano Ricardo: “[...] pela expressão ‘cordialidade’, se eliminam aqui, deliberadamente, os juízos éticos e as intenções apologéticas a que parece inclinar-se o sr. Cassiano Ricardo, quando prefere falar em ‘bondade’ ou em ‘homem bom’”. Por outro lado, como sugere Elvia Bezerra, é possível que ao empregar um sentido pouco usado ou o "sentido exato e estritamente etimológico" da palavra cordial para mostrar o que é “referente ou próprio do coração”, Holanda tenha criado “sucessivos mal-entendidos” ainda que involuntariamente. E mesmo depois de oitenta anos e inúmeras explicações, muitas pessoas insistem em atribuir ao conceito desenvolvido por ele o significado que Ribeiro Couto concedeu ao homem cordial.

## Críticas ao conceito
As críticas ao que seria o homem cordial logo aparecerem. A primeira delas veio em 1948 do ensaísta Cassiano Ricardo, que em seu “Variações sobre o Homem Cordial” argumentava que a característica essencial do brasileiro era a bondade e não a cordialidade.
O sociólogo Jessé Souza, em seu livro A Elite do Atraso, critica o homem cordial de Holanda por pensar o brasileiro genericamente, sem distinção de classe. Em segundo lugar, Holanda desenvolve em sua obra seu homem cordial à noção também desenvolvida por ele de patrimonialismo brasileiro. No Estado patrimonialista, a elite se juntaria para tirar proveitos privados daquilo que é público. Deste modo, para Jessé, Holanda esconde a atuação do homem cordial do mercado, exaltando este em detrimento do Estado, visto como o centro de toda a corrupção e exploração da elite pelo povo, escondendo, assim, os reais conflitos de classe no Brasil e a origem social dos privilégios individuais.